# A través de Flandes 2016
L'A través de Flandes 2016 va ser la 71a edició de l'A través de Flandes. Es disputà el 23 de març de 2016 sobre un recorregut de 199,7 km amb sortida a Roeselare i arribada a Waregem. La cursa formava part de l'UCI Europa Tour amb una categoria 1.HC.
La cursa va estar marcada pels atemptats patits a Brussel·les el dia abans. Un minut de silenci va precedir la sortida d'una cursa, que organització i policia van decidir mantenir.
El vencedor final fou el belga Jens Debusschere (Lotto Soudal) que s'imposà a l'esprint al francès Bryan Coquard (Direct Énergie) i al també belga Edward Theuns. Greg Van Avermaet (BMC Racing Team) fou neutralitzat a manca de 400 metres, després que hagués atacat en l'ascensió a la darrera cota del dia.

## Equips
L'organització inicialment convidà a prendre part en la cursa a dotze equips World Tour i onze equips continentals professionals, però per culpa dels atemptats de Brussel·les el Team Giant-Alpecin es va veure obligat a renunciar-hi.
- equips World Tour: AG2R La Mondiale, BMC Racing Team, Etixx-Quick Step, Team Giant-Alpecin, IAM Cycling, Lotto Soudal, Team Katusha, Movistar Team, Orica-GreenEDGE, Team LottoNL-Jumbo, Team Tinkoff, Trek-Segafredo
- equips continentals professionals: Bora-Argon 18, Cofidis, CCC Sprandi Polkowice, Direct Énergie, Fortuneo-Vital Concept, Gazprom-RusVelo, Roompot Oranje Peloton, Southeast-Venezuela, Stölting Service Group, Topsport Vlaanderen-Baloise, Wanty-Groupe Gobert,

## Classificació final
|    | Cilista                | Equip               | Temps      |
| -- | ---------------------- | ------------------- | ---------- |
| 1  | Jens Debusschere (BEL) | Lotto Soudal        | 4h 48' 27" |
| 2  | Bryan Coquard (FRA)    | Direct Énergie      | m. t.      |
| 3  | Edward Theuns (BEL)    | Trek-Segafredo      | m. t.      |
| 4  | Filippo Pozzato (ITA)  | Southeast-Venezuela | m. t.      |
| 5  | Jens Keukeleire (BEL)  | Orica-GreenEDGE     | m. t.      |
| 6  | Giacomo Nizzolo (ITA)  | Trek-Segafredo      | m. t.      |
| 7  | Oscar Gatto (ITA)      | Team Tinkoff        | m. t.      |
| 8  | Scott Thwaites (GBR)   | Bora-Argon 18       | m. t.      |
| 9  | Mike Teunissen (NED)   | Team LottoNL-Jumbo  | m. t.      |
| 10 | Fernando Gaviria (COL) | Etixx-Quick Step    | m. t.      |